# Урсула фон Липе
Урсула фон Липе (на немски: Ursula zur Lippe; * 25 февруари 1598: † между 17 юли и 27 юли 1638) е графиня от Липе-Детмолд и чрез женитба графиня на Насау-Хадамар (1617 – 1638).

## Произход
Тя е дъщеря, осмото дете на граф Симон VI фон Липе-Детмолд (1554 – 1613) и втората му съпруга графиня Елизабет фон Холщайн-Шаумбург (1566 – 1638), дъщеря на граф Ото IV фон Холщайн-Шаумбург и принцеса Елизабет Урсула фон Брауншвайг-Люнебург, дъщеря на херцог Ернст I фон Брауншвайг-Люнебург.
Сестра ѝ София (1599 – 1653) е омъжена 1626 г. за известния княз Лудвиг фон Анхалт-Кьотен (1579 – 1650), основател и първи ръководител на литературното „Плодоносно общество“ (на немски: Fruchtbringende Gesellschaft).

## Фамилия
Урсула фон Липе се омъжва на 22 август 1617 г. в Детмолд за граф Йохан Лудвиг фон Насау-Хадамар (* 6 август 1590; † 10 март 1653), син на граф Йохан VI фон Насау-Диленбург (1536 – 1606) и третата му съпруга графиня Йоханета фон Сайн-Витгенщайн (1561 – 1622). Те имат 15 деца:
- Йохана Елизабет (* 17 януари 1619; † 2 март 1647), омъжена 1642 г. за княз Фридрих фон Анхалт-Бернбург-Харцгероде (1613 – 1670)
- Луиза Урсула (* 22 март 1620; † между 25 август и 4 септември 1635)
- София Магдалена (* 16 февруари 1622; † 28 юни 1658), омъжена 1656 г. за княз Лудвиг Хайнрих фон Насау-Диленбург (1594 – 1662)
- Йохан Лудвиг (* 29 август 1623; † 12 януари 1624)
- Симон Лудвиг (* 8 декември 1624; † 28 февруарти 1628)
- Мориц Хайнрих (* април 1626; † 24 януари 1679), княз на Насау-Хадамар (1653 – 1679)
- Херман Ото (* 3 декември 1627; † 26 юли 1660), духовник в Майнц, Кьолн и Трир
- Филип Лудвиг (* 11 декември 1628; † 24 декември 1629)
- Сибила (* 16 август 1629; † 11 април 1680)
- Анна Катарина (* 27 април 1630; † 10 юни 1630)
- Йохан Ернст (* 25 октомври 1631; † 28 септември 1651), войник
- дете (*/† 2 януари 1633)
- Анселм Фердинанд (* 4 януари 1634; † 3 май 1634)
- Йохан Лудвиг (*/† 17 август 1635)
- Франц Бернхард (* 21 септември 1637; † 15 септември 1695), каноник в Кьолн, Страсбург, Емерих и Бремен. След смъртта на брат му Мориц Хайнрих той става опекун и регент на син му Франц Александер
- Мария Елизабет (* 23 юли 1638; † 23 юли 1651)

През 1650 г. нейният съпруг става княз на Насау-Хадамар. Роднина е на София Гръцка (кралица на Испания), Фредерика Хановерска (кралица на Гърция), на княз Албер I (Монако), на принц Албер II от Монако.